# Archaeoglobus
Az Archaeoglobus egy Euryarchaeota törzsbe tartozó archea nem. A nem fajai megtalálhatóak a magas hőmérsékletű olajmezőkön, hozzájárulhatnak azok savasodásához.

## Anyagcseréjük
Anaerob módon nőnek nagyon magas hőmérsékleten 60 és 95 °C között, az optimális hőmérséklet a növekedéshez 83 °C (ssp. A. fulgidus VC-16). Szulfát redukáló szervezetek, összekapcsolják a szulfát szulfiddá redukálását számos különböző szerves szénforrás beleértve a komplex polimerek oxidációjával.
Az A. lithotrophicus kemolitoautotróf módon él hidrogénből, szulfátból és szén-dioxidból. Az A. profundus litotróf módon nő, de az acetát és a CO2 bioszintézisére nézve hetrotróf.
Az A. fulgidus genomjának szekvenálása feltárta hogy a metanogenezishez egy majdnem teljes génkészlete van, de a gének funkciója ismeretlen mivel a metil-CoM-reduktáz enzim hiánya nem teszi lehetővé a metanogenezis előfordulását egy hasonló mechanizmus által amit más metanogénekben találtak.

## Jelentősége
Az Archaeoglobus nem tagjai hipertermofil élőlények, megtalálhatók hidrotermális forrásokban, olajmezőkön és termálvízben. Képesek biofilmet termelni mikor ki vannak téve a környezeti stresszhatásoknak például extrém pH, vagy hőmérséklet, magas fémkoncentráció, antibiotikumoknak, xenobiotikumoknak vagy oxigénnek. A vas és az acél korrózióját okozzák a kőolaj és földgáz feldolgozó rendszerekben vas-szulfid előállításával. A biofilm segíthet fémszennyezés eltávolításában vagy fém begyűjtésben. Biofilm által védett sejteket nehéz elpusztítani hagyományos anti-mikrobiális terápiával, ami gyógyászati lehetőségeket ad nekik.

## Genom szerkezetük
Az Archaeoglobus fulgidus genom egy cirkuláris kromoszómából áll ami nagyjából fele akkora mint E. coli-é 2.178.000 bázispár. A genom negyede által kódolt konzervált fehérjék funkcióit még nem határozták meg, de más archaeákban is előfordulnak például Methanococcus jannaschiiban. Egy másik negyedük az archaea doménben egyedülálló fehérjéket kódol. Egy megfigyelés a genomról: sok gén-duplikáció és a duplikált fehérjék nem azonosak.  A duplikált gének miatt is nagyobb a genomja mint a M. jannaschiié.
Összehasonlító genomikai vizsgálatok az archeális genomokon bizonyítékot adnak arra hogy az Archaeoglobus nemzetség legközelebbi rokonai metanogén archaeák. Ezt támogatja hogy 10 konzervált fehérjéjük van amelyek egyedülállóan megtalálhatók minden metanogénben és az Archaeoglobusban. Emellett 18 fehérjéjük van amelyek egyedülállóan megtalálhatóak a Thermococciban, az Archaeoglobuban és a metanogénekben, ami arra utal, hogy ennek a három csoportnak esetleg közös őse volt. Ugyanakkor az a lehetőség sem zárható ki hogy a közös fehérjék horizontális géntranszfer során kerültek az említett archaea csoportokba.

## Ökológia
Fajai használják a környezetüket mint dögevők számos potenciális szén forrással. A szént zsírsavakból, aminosavak bomlásából, aldehidekből, szerves savakból, és lehetséges hogy CO-ból nyerik ki. A hőmérséklet ideális a növekedéséhez (kb. 83 °C-on), bár a biofilm biztosít némi környezeti rugalmasságot. A biofilm poliszacharidokból, fehérjékből, és fémekből áll.